# Night Taxi
Night Taxi est un album de bande dessinée.
- Scénario, dessins et couleurs : Matthias Schultheiss

## Publication

### Éditeurs
- Delcourt (Collection Conquistador) (1990)  (ISBN 2-906187-44-5)